# أم الدجاجة الثانية (غيزانية)
أم الدجاجة الثانية (بالفارسية: ام‌الدیای دو) هي قرية وتقع في إيران في قسم غيزانية الريفي. يقدر عدد سكانها بـ 74 نسمة .